# فوتور
فوتور (بالإنجليزية: Sud Aviation Vautour)‏ هي طائرة اعتراضية وطائرة هجوم أرضي، أنتجت في فرنسا. من صناعة سود للطيران. كانت تستخدم بشكل أساسي من قبل القوات الجوية الفرنسية. كان أول طيران لها في 16 أكتوبر 1952. دخلت الخدمة في 1958، انتهت خدمتها في 1979. تم استخدام 28 من هذه الطائرات من قبل سلاح الجو الإسرائيلي. (Vautour) هي كلمة فرنسية تعني نسر.

## المستخدمون
- القوات الجوية الفرنسية
- القوات الجوية الإسرائيلية

### قائمة المراجع
- Gunston, Bill. Bombers of the West. New York. Charles Scribner's and Sons, 1973. ISBN 0-68413-623-6.
- Gunston, Bill. Fighters of the Fifties. Cambridge, England. Patrick Stephens Limited, 1981. ISBN 0-85059-463-4.